# Johann Muckel

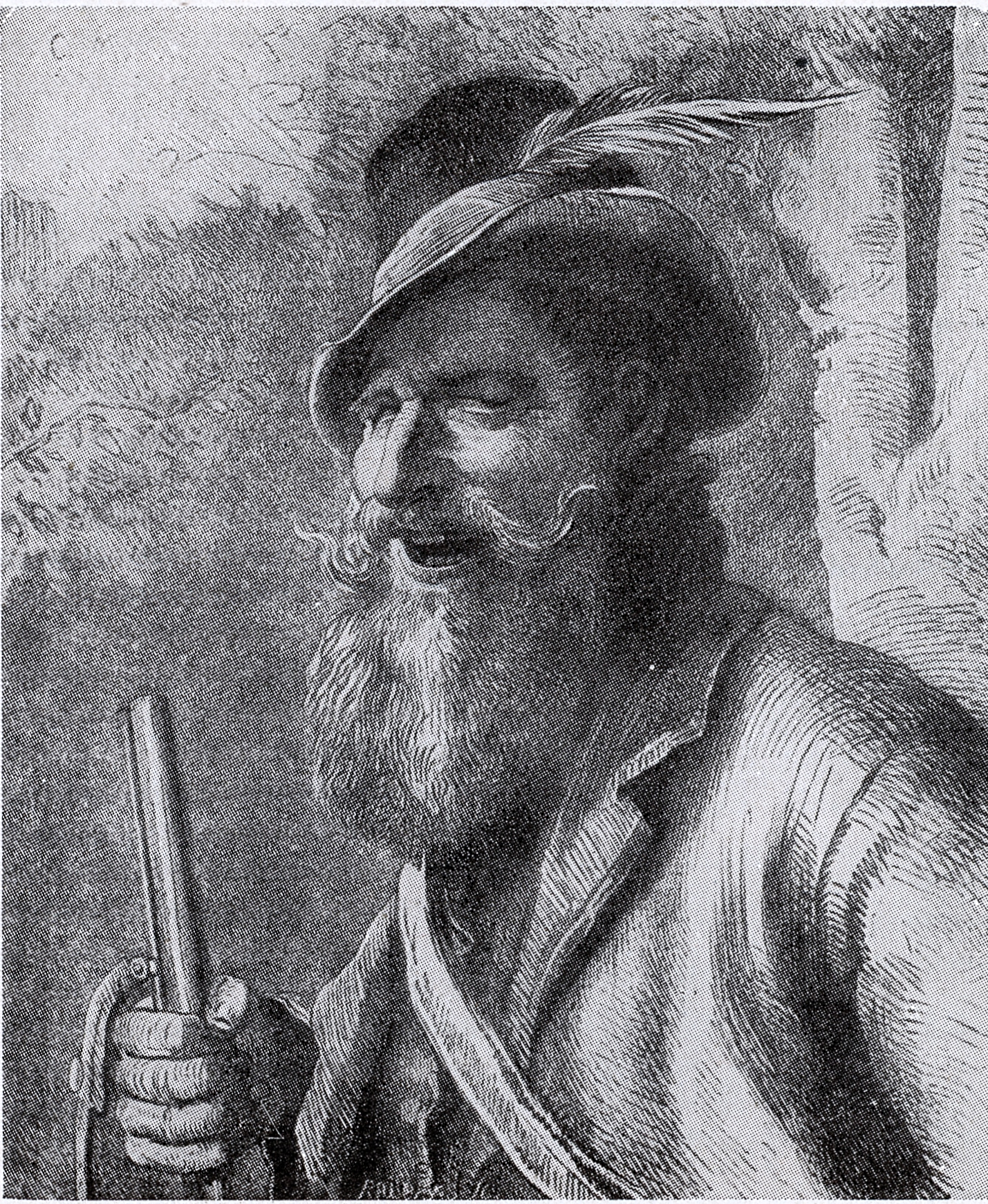
Carl Maria Seyppel: Der Muggel

Johann Muckel (* 9. Dezember 1814 in Lintorf; † 18. September 1882 in Düsseldorf) war ein Wilderer, der ab 1845 mit seiner Familie in Düsseldorf lebte und zu einem Düsseldorfer Original wurde.

## Beschreibung

### Leben
Als Wilderer, der in den Jagdrevieren der Grafen Hatzfeld und Spee das Wildbret für seine Abnehmer in der Düsseldorfer Altstadt erlegte, gelegentlich aber auch als Holzdieb, schlug er Jagdaufsehern, Polizisten und Zöllnern immer wieder ein Schnippchen. Das brachte ihm die Anerkennung vieler Düsseldorfer ein, die den Wilddieb „Muggel“, wie sie ihn nannten, und sein Geschick, sich immer wieder dem Zugriff der Obrigkeit zu entziehen, mit Schadenfreude in den Kneipen der Altstadt feierten.

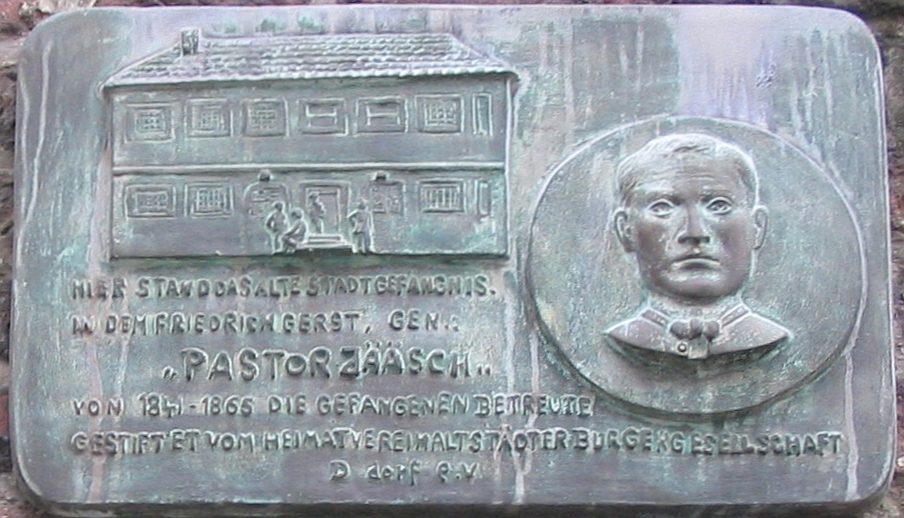
„Ett Kaschott“ und Pastor Jääsch. Auf einer Plakette an den Mauerresten in der Schulstraße, an der sich das Gefängnis befand.

Hin und wieder wurde „Muggel“ aber dennoch beim Wildern ertappt. Die gegen ihn verhängten Gefängnisstrafen – es sollen, wie „Muggel“ sich gegen Ende seines Lebens rühmte, über achtzig gewesen sein – verbüßte er in dem amtlich „Königliches Arresthaus und Correctionsanstalt“, von der Düsseldorfer Bevölkerung „ett Kaschott“ genannten Gefängnis in der Altstadt.
Dort stand er dann bis zu dessen Ausscheiden (1857) unter der Betreuung des ebenfalls als Düsseldorfer Original bekannt gewordenen Anstaltsseelsorgers Friedrich Gerst (Pastor Jääsch).
Friedrich Wilhelm Ludwig Prinz von Preußen, der von 1821 bis 1848 als Kommandeur eines preußischen Kürassier-Regiments im Schloss Jägerhof residierte, wandte sich um das Jahr 1847 mit einem Gnadengesuch für den „Wilddieb Muggel“ an den preußischen König. „Muggel“ verbüßte damals eine Freiheitsstrafe, die gegen ihn wegen körperlicher Misshandlung eines Jagdaufsehers verhängt worden war, der ihn auf frischer Tat getroffen und festzunehmen versucht hatte.
Der Wilddieb „Muggel“ war im Übrigen der Großvater des „Pitter Muggel“ genannten Johann Anton Hubert Wilhelm Muckel, der in der ersten Hälfte des 20. Jahrhunderts als Original im linksrheinischen Düsseldorf-Oberkassel lebte. Am 18. September 1882 starb der Wilddieb „Muggel“ in einem Krankenhaus in der Düsseldorfer Altstadt.

### Rezeption
Eine alteingesessene Altstadtkneipe in Düsseldorf hielt die Erinnerung an den „Wilddieb Muggel“ aufrecht. Es war das früher auf der Hohe Straße 25 ansässige Spaßlokal „Zum Wilddieb“, das im Oktober 1997 in die Räume des früheren „Männeken Pis“ am Burgplatz 16 umzog und heute nicht mehr existent ist.
Der Muggel wurde von Carl Maria Seyppel in den 1870–1880er Jahren gezeichnet. Da er Gast der Gaststätte und Brauerei „zum Schiffchen“ war, würdigte ihn Georg Spickhoff im April 1928 in einer Festschrift anlässlich des dreihundertjährigen Geschäftsjubiläums des Unternehmens.